# Vappodes phalaenopsis
Espèce
Classification phylogénétique
 Vappodes phalaenopsis ou Dendrobium bigibbum var. superbum  est une espèce de la famille des Orchidaceae originaire d'Australie (nord du Queensland), de Nouvelle-Guinée, de Timor et des Moluques. Elle est l'emblème floral du Queensland depuis le 19 novembre 1959.

## Taxonomie
Généralement dénommée Dendrobium phalaenopsis, cette espèce change plusieurs fois de nom dans la taxinomie des Orchidaceae. En 2002, l'un des spécialistes de cette espèce, Mark Alwin Clements, propose de la placer avec d'autres espèces, dans un nouveau genre : Vappodes.

## Description
La plante mesure de 50 à 60 centimètres de haut; Les feuilles vert foncé, lancéolées, rigides et charnues font jusqu'à 20 cm de long. L'inflorescence pendante peut atteindre 50 cm de longueur. Les fleurs ont un diamètre de 6 à 9 centimètres, elles sont généralement pourpre foncé ou plus claires.

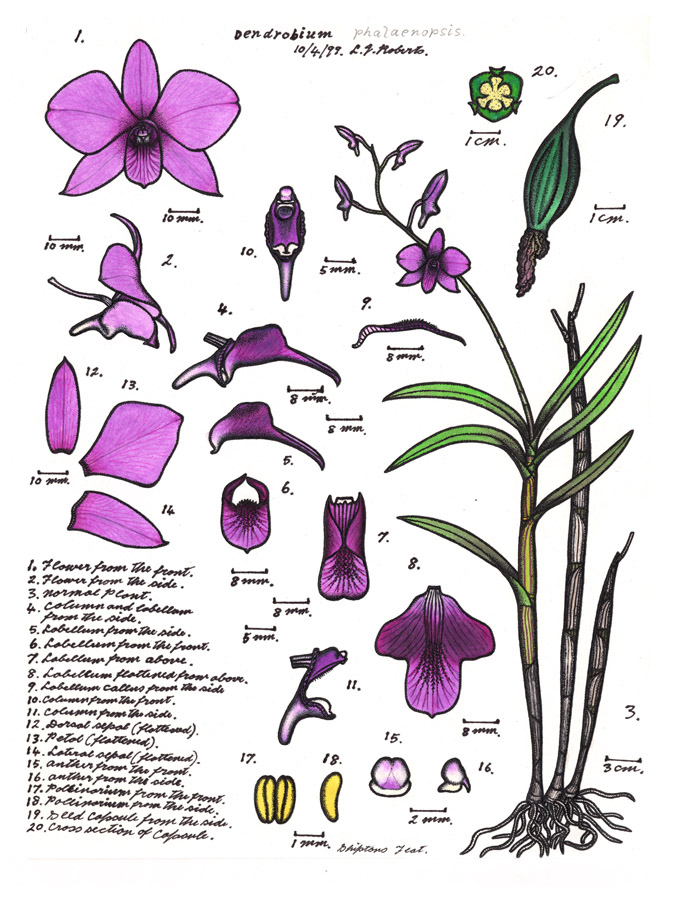
Planche descriptive illustrée par Lewis Roberts, issue du livre "Orchids of far north-eastern Queensland" (1995-2003).
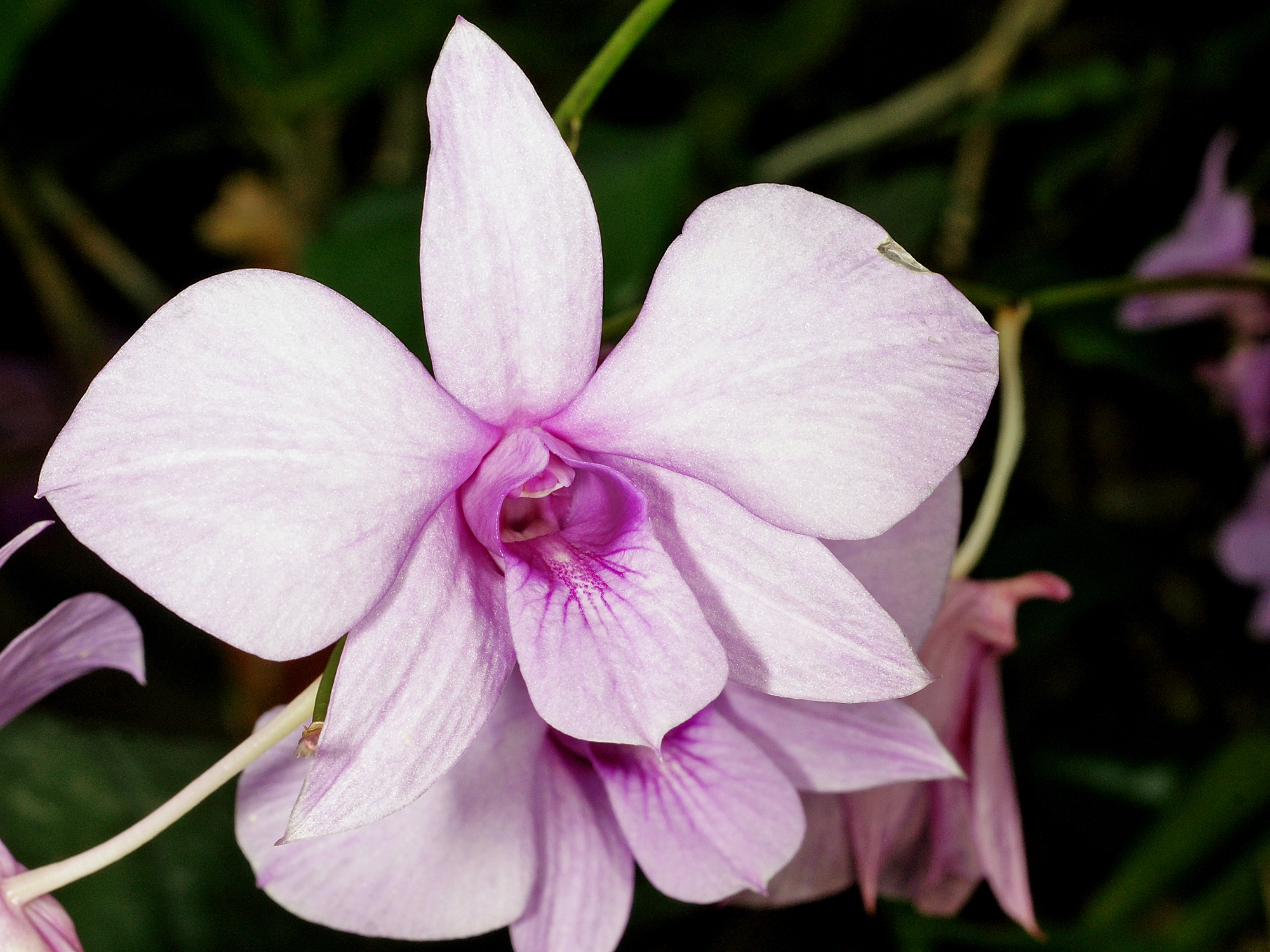
Détail de la fleur.

## Biologie
Dans la nature, la plante fleurit en saison sèche, de mars à juillet. Cultivée, elle fleurit toute l'année.
Les hybrides obtenus en culture sont de couleur variable : blanc, violet, pourpre, etc.
Elle aime la sècheresse et le soleil, et a besoin de très peu d'eau mais d'une température qui ne doit pas descendre en dessous de 13 °C.